# Magnetoasocjacja
Magnetoasocjacja - proces otrzymywania cząsteczek z atomów w ultraniskich temperaturach (poniżej 1 mK) przy użyciu pola magnetycznego. 

## Istota procesu
Magnetoasocjacja jest jedną z tzw. pośrednich metod otrzymywania gazu ultrazimnych cząsteczek, w której startuje się od gazów wstępnie schłodzonych do ultraniskich temperatur atomów, a następnie kontrolując wartość indukcji pola magnetycznego, poprzez przejście przez rezonans Feshbacha, przeprowadza się układ niezwiązanych ultrazimnych atomów w układ słabo związanych ultrazimnych cząsteczek, zwanych cząsteczkami Feshbacha. Do przeprowadzenia procesu magnetoasocjacji konieczna jest różnica wartości momentów magnetycznych (zazwyczaj związanej ze spinowym momentem magnetycznym jąder) odpowiednio sumy niezwiązanych atomów i docelowej cząsteczki. Różnica momentów magnetycznych stanów związanego i niezwiązanego indukuje różne tempo zmian energii tych dwóch stanów w zależności od wartości indukcji pola magnetycznego, co dla pewnych wartości pola magnetycznego może doprowadzić do zrównania się energii rozproszeniowego, niezwiązanego stanu atomowego z energią stanu związanego na krzywej odpowiadającej wzbudzonemu stanowi Zeemanowskiemu rozważanej pary atomów. Takie zrównanie się energii dwu rozważanych stanów odpowiada wystąpieniu rezonansu Feshbacha i pozwala kontynuując zmiany pola magnetycznego przeprowadzić układ niezwiązanych atomów do stanu związanego, który po przejściu przez rezonans Feshbacha znajduje się poniżej stanu niezwiązanego.         

## Realizacja eksperymentalna
Magnetoasocjacja jest powszechnie wykorzystywaną metodą otrzymywania zimnych i ultrazimnych cząsteczek. Stosując tę technikę udało się otrzymać w 2003 roku pierwsze kondensaty Bosego-Einsteina cząsteczek (Cs² i K² odpowiednio), przy czym były to kondensaty słabo związanych cząsteczek Feshbacha. Pierwsza udana próba otrzymania gazu ultrazimnych cząsteczek w podstawowym stanie rowibracyjnym z wykorzystanie metody magnetoasocjacji oraz następczego stymulowanego adiabatycznego przejścia Ramana, miała miejsce w 2008, kiedy to grupa z JILA w Boulder, w Kolorado otrzymała zdegenerowany gaz Fermiego cząsteczek KRb o temperaturze kilkuset nK.